# 福井県道9号芦原丸岡線
福井県道9号芦原丸岡線（ふくいけんどう9ごう あわらまるおかせん）は、福井県あわら市と坂井市を結ぶ県道（主要地方道）である。

## 概要

### 路線データ
- 起点：福井県あわら市温泉3丁目（福井県道5号福井加賀線交点）
- 終点：福井県坂井市丸岡町一本田福所（国道8号交点）

## 歴史
- 1993年（平成5年）5月11日 - 建設省から、県道芦原丸岡線が芦原丸岡線として主要地方道に指定される[1]。

## 地理

### 通過する自治体
- あわら市
- 坂井市
- あわら市
- 坂井市

### 重複区間
- 福井県道5号福井加賀線（あわら市温泉三丁目、起点 - 同市田中々）
- 福井県道154号高柳矢地線（坂井市坂井町下関・安光交差点 - あわら市池口・池口交差点）

### 交差する道路

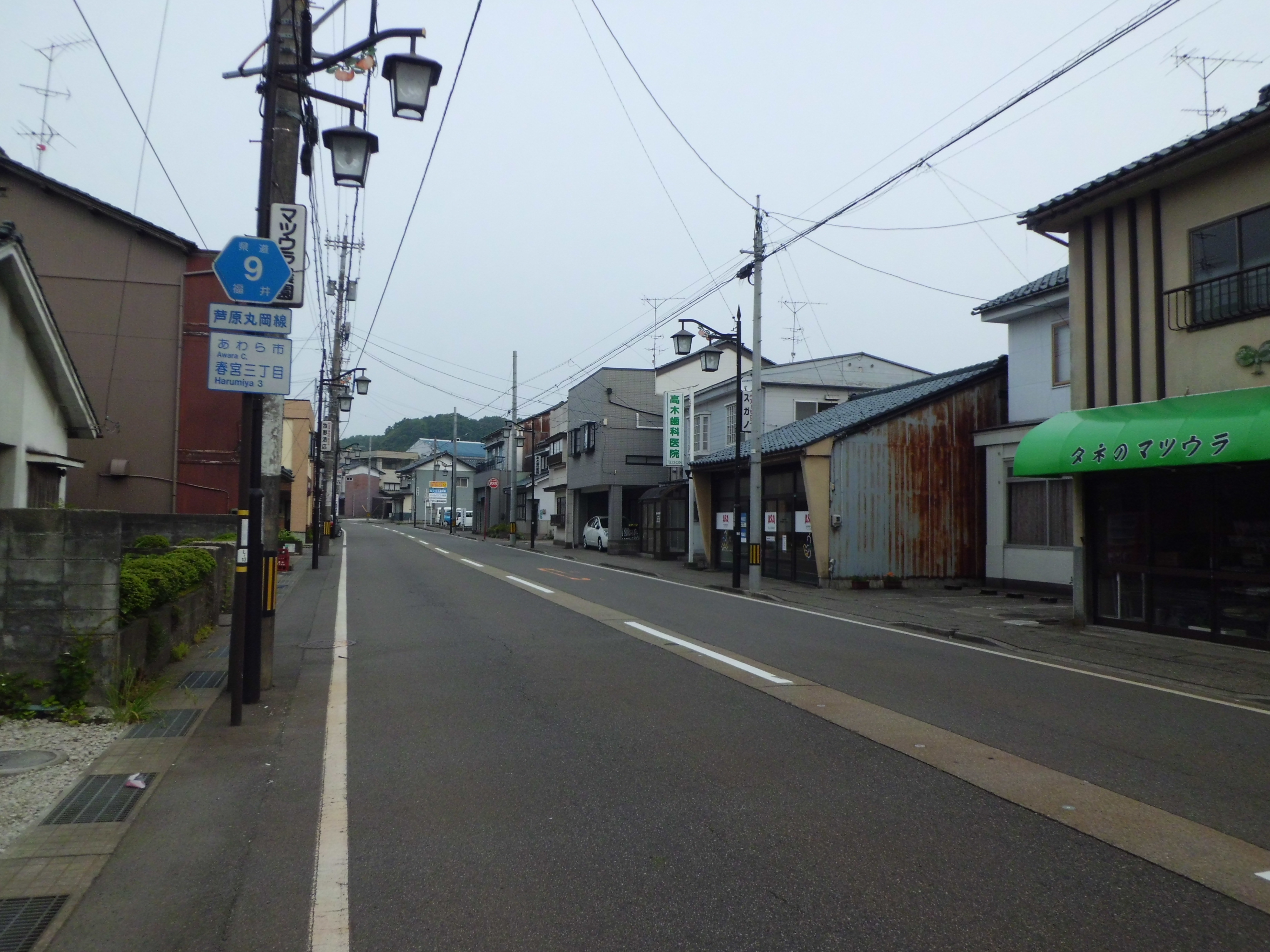
あわら市十日交差点より西を望む

- 福井県道・石川県道5号福井加賀線（あわら市温泉三丁目、起点 - （重複） - あわら市田中々）
- 福井県道121号芦原湯町停車場線（あわら市温泉三丁目、起点）
- 福井県道29号福井金津線（あわら市花乃杜・坂ノ下南交差点）
- 福井県道122号芦原温泉停車場線（あわら市春宮二丁目・十日交差点）
- 福井県道101号三国金津線（あわら市市姫二丁目）
- 福井県道258号トリムパークかなづ線（あわら市市姫一丁目・榛ノ木原交差点）
- 福井県道154号高柳矢地線（坂井市坂井町下関・安光交差点 - （重複）  - あわら市池口・池口交差点）
- 福井県道257号坂井金津線（坂井市坂井町長屋・長屋口交差点）
- 福井県道159号長畑金津線（坂井市坂井町長屋・長屋橋北詰交差点）
- 国道8号・福井県道17号勝山丸岡線（坂井市丸岡町一本田福所・一本田福所交差点、終点）

### 沿線にある施設など
- 芦原温泉
- あわら市役所